# Agyneta jiriensis
Agyneta jiriensis là một loài nhện trong họ Linyphiidae.
Loài này thuộc chi Agyneta. Agyneta jiriensis được Jörg Wunderlich miêu tả năm 1983.